# Esquadrão de Blekinge

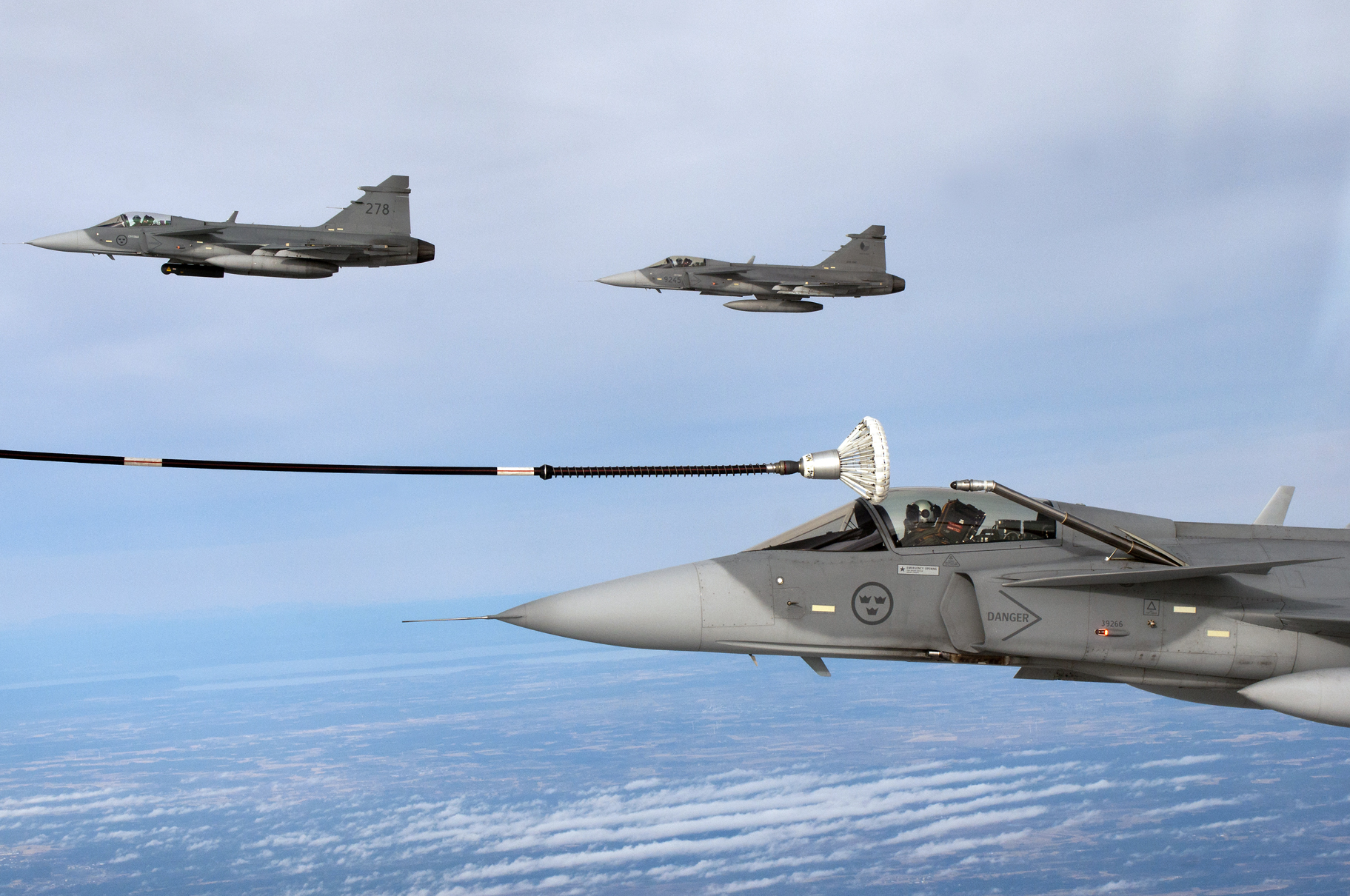
Caças JAS 39 Gripen

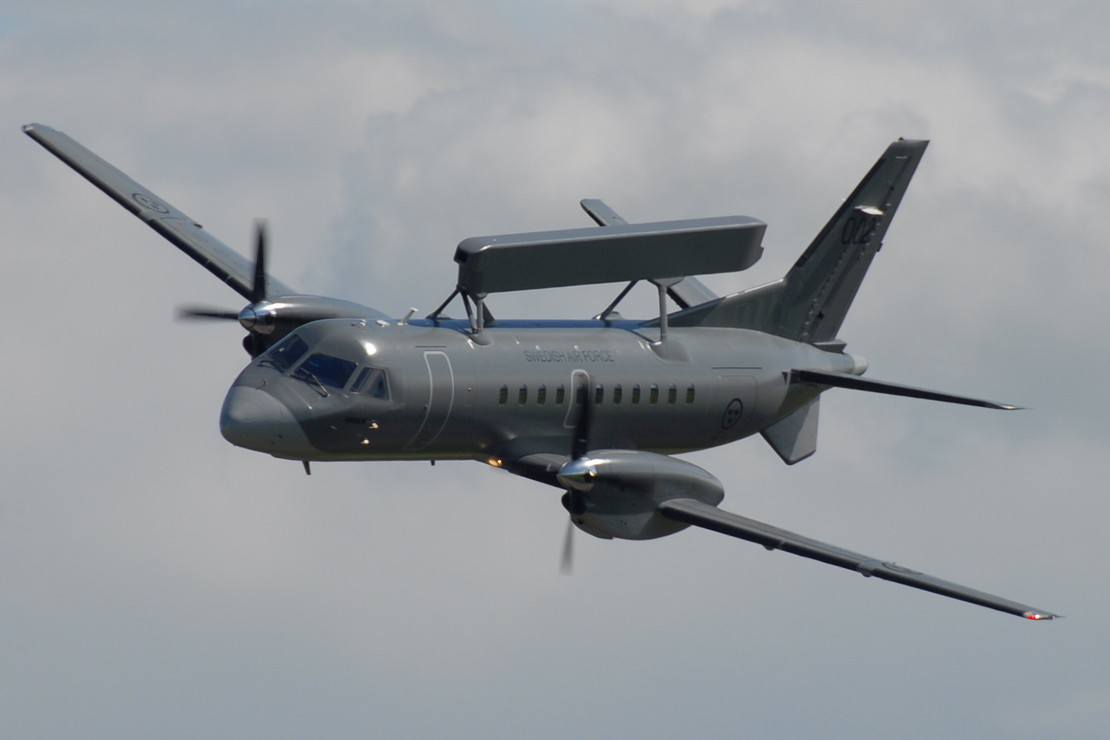
Uma aeronave de transporte e inteligência Saab 340

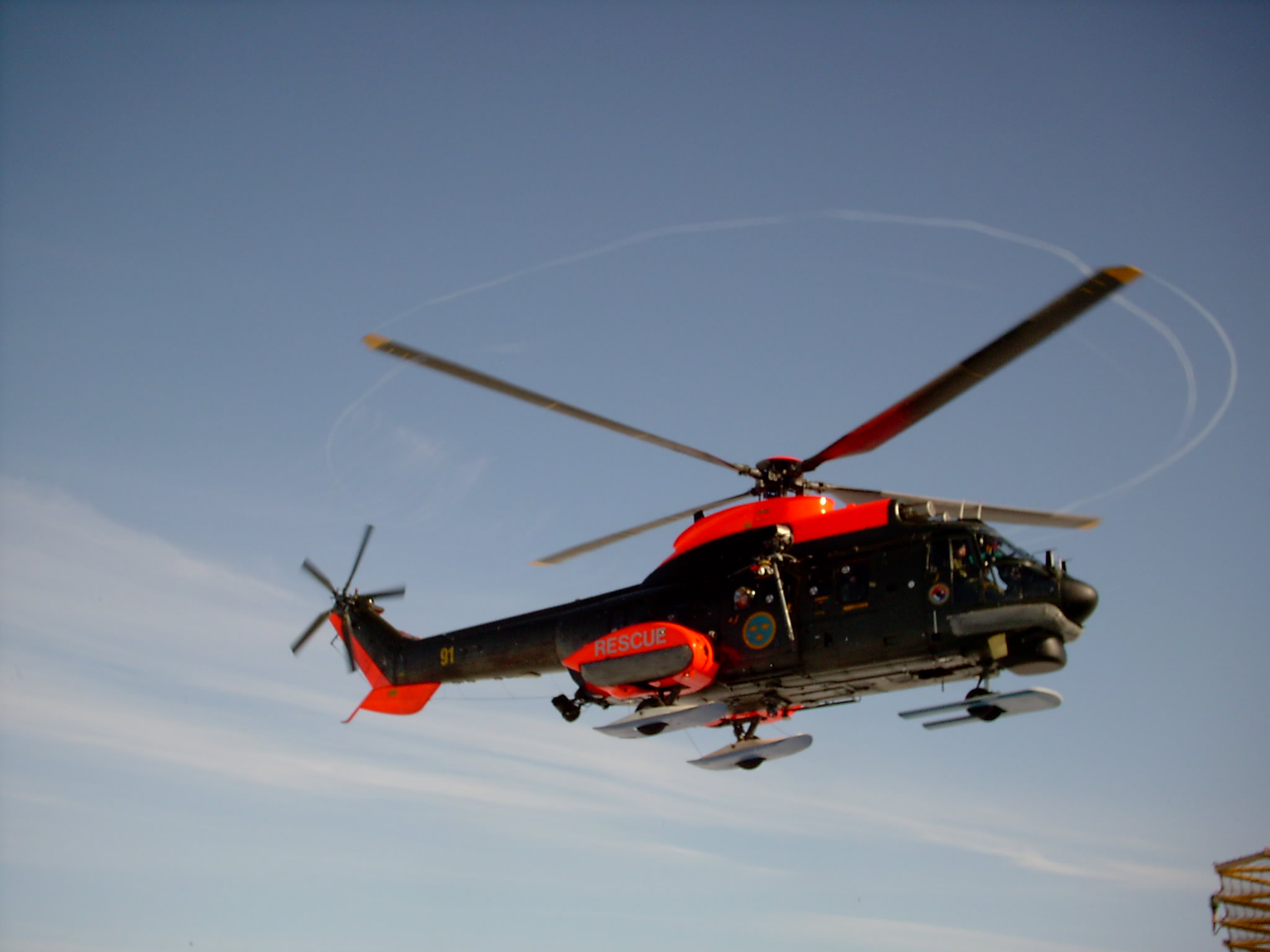
Um helicóptero Eurocopter AS332 Super Puma

O  Esquadrão de Blekinge  (em sueco Blekinge flygflottilj; também designado como F 17) é uma unidade da  Força Aérea da Suécia , sediada em Kallinge, uma pequena localidade situada a 4 km a norte da cidade de Ronneby, no Sul da Suécia.

Tem a sua atividade centrada em Kallinge, mas dispõe de aeródromos de manobra e instrução em Hagshult (perto de Värnamo) e Visby (na ilha da Gotland).

Treina e disponibiliza também uma companhia de ”caçadores de base aérea” (flygbasjägarkompaniet), especializada na proteção do pessoal, dos veículos e das bases da Força Aérea.

O seu pessoal é constituído por 750 efetivos, incluindo oficiais profissionais, militares em serviço permanente e funcionários civis.

O  Esquadrão de Blekinge tem ao seu serviço 2 divisões com cerca de 20 JAS 39 Gripen cada uma.

Dispõe permanentemente de uma força de caças JAS 39 Gripen, pronta para levantar voo e defender as fronteiras da Suécia.

## História
O atual Esquadrão de Blekinge foi fundado em 1944, com a denominação de Esquadrão Real de Blekinge.